# Geodia inaequalis
Espèce
Geodia inaequalis est une espèce d'éponges de la famille des Geodiidae.

## Taxonomie
L'espèce est décrite par James Scott Bowerbank en 1873,.
La localité type est inconnue.
Synonyme
- Isops inaequalis (Bowerbank, 1873)[1]

### Publication originale
- (en) J. S. Bowerbank, « Contributions to a General History of the Spongiadae. Part IV », Proceedings of the Zoological Society of London, Londres, vol. 1873,‎ 7 janvier 1873, p. 3-25 (ISSN 0370-2774, lire en ligne, consulté le 27 décembre 2024).